# Президент Східного Тимору
Президент Демократичної Республіки Східний Тимор — згідно з конституцією країни, голова  держави Східний Тимор. Обирається на всенародних виборах терміном на 5 років. До його обов'язків входить зовнішня політика держави, призначення прем'єр-міністра Східного Тимору та інші обов'язки. Частина влади в державі Східний Тимор належить прем'єр-міністру, тому влада президента обмежена. Вперше посада президента Східного Тимору виникла після першого проголошення незалежності цієї держави від Португалії у 1975 р.

## Перелік президентів Східного Тимору
- 1975 — Франсішку Шав'єр Амарал
- 1977—1978 — Ніколау Лобату
- 2002—2007 — Шанана Гужмау
- 2007—2012 — Жозе Рамуш-Орта
- 2012—2017 — Таур Матан Руак
- 2017—2022 — Франсішку Гутерреш
- 2022 — і тепер — Жозе Рамуш-Орта